# Heterometrus xanthopus
Heterometrus xanthopus ist ein indischer Skorpion aus der Familie Scorpionidae.

## Beschreibung
Heterometrus xanthopus ist ein 60 bis 80 Millimeter langer und damit innerhalb der Gattung Heterometrus kleiner Skorpion mit rötlich-brauner Grundfarbe. Nur die Beine und das Telson sind gelb oder gelblich bis rötlich braun und immer heller als der Körper. Die Chelae sind lappenförmig, mit einem Verhältnis von Länge zu Breite von 2,1 zu 1 bei männlichen und 1,6 zu 1 bei weiblichen Tieren. Ihre Oberseite ist mit kleinen Granulen bedeckt, die ineinander übergehen können aber keine Kiele bilden. Die Femora und Patellen der Pedipalpen sind bei männlichen Exemplaren langgestreckter. Der Carapax hat bei juvenilen Skorpionen in der Mitte eine glatte und glänzende Oberfläche, an den Rändern befinden sich Granulen. Bei adulten Tieren ist der Carapax auf der ganzen Fläche spärlich mit Granulen besetzt. Die Kämme des Kammorgans haben bei beiden Geschlechtern 13 bis 16 Zähne. Das Telson hat eine Giftblase, die ebenso lang oder länger als der Giftstachel ist. Das Genitaloperculum ist immer breiter als lang.

## Verbreitung und Lebensraum
Als Terra typica von Heterometrus xanthopus wurde in der Erstbeschreibung Kadao Tal, Satara, S. Dekhan angegeben. Die Stadt Satara befindet sich im Distrikt Satara, im Südwesten des indischen Bundesstaats Maharashtra (17° 41′ N, 73° 59′ O).
Heterometrus xanthopus ist ein häufiger Skorpion, der in seinem Verbreitungsgebiet trockene und halbtrockene Landschaften mit Lehmboden besiedelt.

## Verhalten

Heterometrus xanthopus, Wohnröhre im Lehmboden

Heterometrus xanthopus gräbt auf freiem Feld seine Wohnröhren in Lehmboden. Die Bauten können leicht an der für Arten der Gattung Heterometrus charakteristischen halbmondförmigen Öffnung des Eingangs identifiziert werden. Frisch angelegte Bauten zeigen in der Nähe des Eingangs Spuren von ausgeworfener Erde. In einer Studie wurden auf einer Fläche von 0,25 Hektar in einem Gebiet, das für das häufige Vorkommen der Skorpione bekannt ist, 31 Bauten vorgefunden. Die Zugänge der Bauten hatten eine Breite von etwa zwei bis drei Zentimetern und eine Höhe von etwa 1,5 Zentimetern. Die röhrenförmigen Bauten wiesen eine Länge von 27 bis 50 Zentimetern auf, bei einem Durchmesser von zwei bis zweieinhalb Zentimetern. Alle Röhren endeten in einer 6,5 bis 9 Zentimeter durchmessenden runden Kammer. Zum Zeitpunkt der Untersuchung wurde in fast allen Bauten ein Skorpion vorgefunden, verlassene Bauten waren selten. Während der Aufzucht des Nachwuchses bewohnt das Muttertier seinen Bau mit dem Nachwuchs.
Der Verlauf der Bauten war unterschiedlich, es gab annähernd gerade, zickzackförmige und spiralig gewundene Röhren. Es wird angenommen, dass die Härte des Bodens für Heterometrus xanthopus ebenso wie für die Arten der Gattung Opistophthalmus von großer Bedeutung ist. Sie beeinflusst die individuelle Wahl des Ortes für einen Bau, und die Eignung eines Habitats für die Besiedlung durch Heterometrus xanthopus. Der zickzackförmige oder spiralige Verlauf von Wohnröhren wird darauf zurückgeführt, dass beim Graben der Wohnröhre ein Hindernis wie ein Stein oder ein Bereich mit härterem Boden den grabenden Skorpion zum Richtungswechsel veranlasst hat.
Nahrungsreste, die in den Bauten von Heterometrus xanthopus vorgefunden wurden, bestanden aus Teilen von Insekten, Spinnen und Skorpionen.

## Systematik

Eingang einer Wohnröhre von Heterometrus xanthopus

### Erstbeschreibung
Die Erstbeschreibung erfolgte durch Reginald Innes Pocock im Jahr 1897.

### Typmaterial
Pocock stützte seine Erstbeschreibung auf je einen adulten männlichen und weiblichen Skorpion sowie zwei juvenile Exemplare vom Typenfundort. Couzijn bezeichnete in seiner Revision der Gattung Heterometrus die adulten Sammlungsexemplare als „Holotyp“ und „Allotyp“, versäumte aber die den Regeln der zoologischen Nomenklatur entsprechende Festlegung. Kovařík legte daher 2004 das männliche Exemplar als Lectotypen und die übrigen als Paralectotypen fest. Die Typexemplare befinden sich in der Sammlung des Natural History Museum in London.

### Etymologie
Der Artname ist von den griechischen Wörtern xanthos (deutsch: gelb) und pous (deutsch: Fuß) abgeleitet und bezieht sich auf die gelben Beine von Heterometrus xanthopus.

### Synonyme und Falschschreibungen (chronologisch)
- Palamnaeus xanthopus Pocock, 1900: der Name wurde von Pocock in seiner Erstbeschreibung vergeben, die Gattung Palamnaeus war jedoch bereits 1879 von Ferdinand Karsch zum Synonym von Heterometrus erklärt worden.[3][10]
- Heterometrus (Chersonesometrus) xanthopus Couzijn, 1981: H. W. C. Couzijn beschrieb 1981 die Untergattung Chersonesometrus, in die er auch Heterometrus xanthopus stellte. Die Untergattung Chersonesometrus und alle anderen von Couzijn beschriebenen Untergattungen von Heterometrus wurden 2004 von František Kovařík in seiner Revision der Gattung Heterometrus aufgehoben.[8][11]